# Demián Hanul
Demián Vadymovych Hanul (Novoselytsia, 6 de octubre de 1993-Odesa, 14 de marzo de 2025) fue un activista y una figura pública ucraniana, conocido por sus blogs y por liderar la ONG Street Front.

## Biografía
Nació el 6 de octubre de 1993 en Novoselytsia, raión de Blahovishchenske, Ucrania. Participó en la Revolución de la Dignidad en Kiev, así como en los enfrentamientos de Odesa contra activistas prorrusos. Operaba un blog, así como una ONG llamada Street Front, que usaba para apoyar manifestaciones, así como para recaudar fondos para las fuerzas armadas ucranianas. Fue el líder de la del movimiento Sector Derecho en Odesa dedes 2014 a 2016. Después de dejar al Sector Derecho, trabajó como profesor de historia. Había hecho una dura campaña por la deconstrucción de monumentos soviéticos e imperiales rusos en toda Ucrania. Su organización también organizaron flashmobs dirigidos a restaurantes en Odesa cuyos empleados hablaban ruso.
Tras el estallido de la invasión rusa de Ucrania en 2022, este se alistó como voluntario en el ejército ucraniano. En 2020, sobrevivió a un tiroteo desde un coche. En mayo de 2023, sufrió un ataque y fue golpeado en las calles de Odesa. En julio de 2024, denunció que hackers rusos habían divulgado información personal sobre él y su familia, y ofrecieron una recompensa de 10.000 dólares por su cabeza.
Su padre también participó en la Revolución de la Dignidad y sirvió en la 28ª Brigada Mecanizada durante la Batalla de Kiev.

### Fallecimiento
El 14 de marzo de 2025, la Policía Nacional de Ucrania anunció que este había recibido dos disparos en la cabeza con un arma de fuego de cañón corto en el centro de Odesa el 13 de marzo. La policía cree que fue un ataque directo intencionado.
Durante el turno de preguntas de la Rada Suprema surgieron preguntas sobre el asesinato. El caso ha sido asumido personalmente por Ihor Klymenko, ministro del Interior de Ucrania. Klymenko declaró que la policía seguía "pistas específicas". El asesinato y una imagen nítida del sospechoso fueron captados por las cámaras de seguridad cerca del lugar del crimen.
El medio de comunicación prorruso Tipichanya Odesa informó que el tirador vestía "uniforme militar", pero la Policía Nacional lo negó. Otro medio, Dumska, informó que el asesino se entregó a la policía, lo cual la policía también negó. A las 14:12 UTC del 14 de marzo, un hombre que coincidía con la descripción e imagen del tirador fue arrestado en su apartamento, donde se encontró un arma oculta que coincidía con la utilizada en el tiroteo. El tirador era un residente local de 46 años, un soldado ucraniano que había desertado de su unidad el 23 de febrero.